# Anarolius jubatus
Anarolius jubatus là một loài ruồi trong họ Asilidae. Anarolius jubatus được Loew miêu tả năm 1844. Loài này phân bố ở vùng Cổ Bắc giới.